# サルでも描けるまんが教室
『サルでも描けるまんが教室』（サルでもかけるまんがきょうしつ）は、相原コージ、竹熊健太郎による日本の漫画。『ビッグコミックスピリッツ』（小学館）にて1989年46号から1991年18号まで連載された。通称「サルまん」。本項目では続編『サルまん2.0』についても記述する。

## 概要
作者を模した2人の青年漫画家・相原弘治（19歳）と竹熊健太郎（22歳）が、“漫画で日本を支配する”という野望を達成するために、ヒットする漫画の研究や執筆に取り組み、ついには大ヒット作『とんち番長』を描き、野望を実現、そして崩壊するまでの軌跡を、参考書のような章立てで描いたもの。「漫画の入門書」という形式をとってはいるが、実質はギャグ漫画仕立ての漫画評論であるといえる。パロディ、メタフィクション、実験的表現などが多く取り入れられ、特に当時の漫画事情を的確に分析した、時には身体を張った痛烈なギャグは、読者・漫画関係者たちから多くの反響を得た。
「サルまん」によって、漫画においてなんとなく認識されていたいわゆる「お約束」などから明確化され命名された概念がいくつかあり、感情や状態を視覚化した符号を「漫符」と表したのも本作が最初である。
原作は主に竹熊健太郎、作画は他の漫画家の画風に似せたものも含めて主に相原コージが担当したが、部分的には相原原作・竹熊作画の箇所もある。
学生時代からの友人である竹熊と藤原カムイの馬鹿話が企画の元であり、当初は藤原による作画で行う想定であった。
タイトル案には「仁義なきマンガ教室」「男汁」などがあったが、略称の語呂が悪いため現在の名前となった。なお、タイトルの「サルでもかける」は「猿の千摺り」から来ている。
本作のスピンオフとして、弘治と健太郎の担当となった編集者・佐藤を主役にした『サルでもやれる編集者教室』があり、これは下記単行本や新装版で本作と共に収録されている。
連載当時は全3巻・ソフトカバーのB5版単行本にまとめられた。装丁は秋田書店より発行されている少年チャンピオン・コミックスの1970年代の装丁のパロディになっている。1巻初版のみおまけとしてポイント表つきのシステム手帳用定規がついている。その後も根強い人気に支えられ、何回か増補改訂された新装版が出版され、21世紀愛蔵版には、新たに「萌え」をテーマとした章も追加されている(単行本版『サルまん2.0』にも「サルまん21」と改題され収録)。
- 1997年 新装版「サルまん」（上下2分冊）
- 2006年 「サルまん サルでも描けるまんが教室 21世紀愛蔵版」（上下2分冊）

### サルまん2.0
2007年、竹熊のブログにて同年秋より続編『サルまん2.0』を連載するための準備中であることが公表され、「月刊IKKI」2007年12月号より連載が始まったが、相原と竹熊の希望により2008年7月号で全8回の連載を終了した。「現在の漫画を取り巻く状況ではこの作品を成立させることは不可能」という理由に加え、「そこそこ面白い漫画が描ければいい」という立場の相原と、メディアミックス展開を視野に入れる竹熊との間で齟齬が生じたためだった。
そのあと、長らく単行本化されていなかったが、2017年6月に本編完全収録および、当時の関係者による「何故『サルまん2.0』は失敗したのか？に迫る座談会」などを収録した単行本が小学館クリエイティブより発刊されている。

## 登場人物
「演」は舞台版の出演者。
相原弘治（あいはら こうじ）
演 - 錦織純平
健太郎と共に漫画での日本征服を目指す青年。嫌いな食べ物はタマネギ。主に絵を担当。当初、絵はあまり上手くなかったため、健太郎から他のマンガからのトレースを勧められる。野望のことしか頭にないため、世間の常識やマンガ界の流行をあまり知らず、健太郎から多くの奥義を伝授される。
作中で絵の特訓、画力の向上を図る場面は存在しない（風刺漫画執筆においては、政治家の似顔絵を描くことを諦めたほど）が、21世紀愛蔵版においては萌え絵に果敢に挑んだ。
作者である相原コージ自身をモデルにしたキャラクターで、相原弘治は相原コージの本名である。作中においても相原弘治は漫画家としてのペンネームに「相原コージ」を使用する。
竹熊健太郎（たけくま けんたろう）
演 - コウガシノブ
弘治に漫画の奥義を伝授し、2人で日本征服を目指す青年。嫌いな食べ物はチーズ。編集者には相原のマネージャーと自己紹介している。劇中劇の「とんち番長」では原作を担当しているが、口頭によるものでシナリオの執筆などの描写はない。かなりの漫画分析力を持つが、どこか抜けたところがあり、「吉四六性別事件」を引き起こすなど失敗も多い。
21世紀愛蔵版においては、相原を挿絵師としてライトノベル執筆に挑む。
モデルは作者の竹熊健太郎本人。なおキャラとは別に第一回・21世紀愛蔵版冒頭等では「この漫画の執筆者としての相原・竹熊」が登場しており、双方ともに眼鏡をかけている等現実に近いタッチで描かれている。
佐藤治（さとう おさむ）
演 - 両國宏
日本一売れているマンガ雑誌「週刊少年スピリッツ」における2人の担当編集者。筋肉質の巨体に辮髪というスタイルで、2人が「週刊少年スピリッツ」に漫画を持ち込む際に想定していた3つのタイプの編集者（オタク、文学青年崩れ、学生運動出身者）のどれにも当てはまらなかった人物。その辮髪で相手の首を締め上げたり、回転させることで空を飛ぶこともできる。しかしそれ以外の性格はいたって真面目でごく常識的な編集者で、担当する漫画家がどれも変なのに当たることに不満な模様。
最終回近くになって「盆栽日本」の編集部へと左遷させられるが、その後、世界的な盆栽ブームによってのしあがる。ところが21世紀愛蔵版においては、秘書との不倫が発覚して出世の道を断たれた挙げ句、ライトノベルの担当編集へと異動になっていた。
ふくしま政美の『聖マッスル』に登場する巨人王がモデル。
白井勝也（しらい かつや）
演 - 石橋保
「週刊少年スピリッツ」の編集長ながら、日本の全出版社支配を目論む男。その器はとてつもなく大きく、弘治と健太郎は初対面の際、その身体が異様に大きく映ったほどである。毎回『とんち番長』にダメ出しし、課題を克服できなければ「打ち切り」との脅しを2人にかける。ヤクザ風の風貌で、「オメコ好きけ？」が口癖。
最終回においては、まんが界自体の凋落によって、ホームレスへと落ちぶれた姿が描かれる。ところが21世紀愛蔵版においては、佐藤の上司としてライトノベル担当へと異動を命じる様子が描かれる。
モデルは連載当時のビッグコミックスピリッツ編集長・白井勝也。元は麻雀漫画攻略の回で「身近にいるヤクザ顔の人物」の例として登場している。
青空のぼる
佐藤が担当していた大御所漫画家。時代とズレてしまったため連載を打ち切られ落ちぶれてしまう。その打ち切りを知らせる際、佐藤は大御所のため打ち切りを知らせるのが心苦しいため、答えが「ウチキリ」になるクロスワードパズルを矢文として青空の家の門に打ち込んでいる。その後「ダンス甲子園」となる完全に時代とズレたで作品を持ち込んで困らせている。21世紀愛蔵版においては、本人は萌え絵を描いたつもりで、劇画的な絵柄の作品を持ち込んでいる。画風は、前谷惟光のパロディ。
オクラホマ美樹子
演 - 杏さゆり
スピンオフ作品のサルでもやれる編集者教室に登場する。佐藤が新たに担当することになった女性漫画家。非常に情緒不安定で、何があるたびに自殺を図る。それを佐藤が制止するうちに、はずみで男女の関係になり、結婚に至る。21世紀愛蔵版では佐藤の不倫により完全にメンヘラ化した事が語られている。
漫画家は編集者と結婚することが多い、という業界事情を表している。

## 『サルまん』におけるパロディ
『サルまん』には、数多くのパロディが取り入れられている。
- 劇画調の濃い絵柄や日本征服の野望に燃えるところは、雁屋哲作・由起賢二画の劇画『野望の王国』のパロディ。本作品はアパートの一室を舞台とした密室劇で、構図が単調になりがちだったため、似たような構図が続いても読者を飽きさせないインパクトのある絵柄を必要とした。当初は既存の様々な漫画を模倣して連載数回ごとに画風を変えることを構想し、「『野望の王国』の次は『ガラスの仮面』の絵柄で」という予定まで立てていたが、最初に選んだ『野望の王国』の画風が予想以上に合っていたため、最後まで同じ画風で通した[5]。
- 初期の数回は漫画表現の技術論となっており、「駒の枠線の引き方」や「ストーリーの組み立て方」などを紹介する普通の漫画技法書のスタイルに沿ったものであるが、そこに極端なネタを放り込んだり（枠線の引き方の回では、例の一つとして「陰毛による枠線」が登場する等）、当時ヒットしていた様々な漫画作品を取り込むなど、実験的な要素もある。
- 1巻の中盤からは「ウケるまんがの傾向の研究」へと入り、さまざまなジャンルの漫画の独断に満ちた分析と、それに基づいた作例を扱う。作例の多くは既存の漫画のパロディである。
  - サラリーマン漫画…『課長島耕作』+『釣りバカ日誌』、聖日出夫『なぜか笑介』、福地泡介『ドーモ君』
  - エロコメ…遊人『ANGEL』、横山まさみち『やる気まんまん』
  - 政治風刺漫画…横山泰三作品（彼の作品に対するあからさまな嫌味・非難であるとも言われる）
  - 4コマ漫画…『コボちゃん』など植田まさし作品、『サザエさん』
  - 麻雀漫画…『哭きの竜』（能條純一が麻雀のルールを把握しないで作品を制作した事を、極端にディフォルメして茶化す内容であるが、同時に能條がルールに精通しなくても面白い麻雀漫画を制作している事を鋭く分析する内容になっている。但し2016年発行された文庫版愛蔵版の後書きで能條と当時の編集担当だった宇佐美和徳から「知らなかった訳ではない」と完全否定されている[6]）。
  - ギャグ漫画…赤塚不二夫、谷岡ヤスジ、山上たつひこらの作品に出てくる「シェー」などの一発ギャグ
  - 動物漫画…ディズニーの動物アニメ作品、『ジャングル大帝』など（相原コージは実際に動物漫画として『かってにシロクマ』を発表していたが、本作中においてその内容が竹熊に否定され、いわゆる動物漫画の典型例が紹介される）。
  - PR漫画…一峰大二作品
  - 薀蓄漫画…『包丁人味平』などビッグ錠作品
  - 老人向漫画…『妻をめとらば』『課長島耕作』　それぞれの作品の老後を描くパロディ。ただし『課長島耕作』のパロディである『会長島耕作』は、その後、現実となっている。
- 2巻以降はウケるパターンの研究から離れ、実際の出版社への持ち込みや持ち込み先の選択、漫画賞への応募といったデビューへの手順や、マンガ家になってからの無理難題への対処方法を取り上げてゆく。
  - 各出版社の傾向…『桃太郎』を元ネタにした各出版社が発行する週刊少年漫画雑誌の典型的な漫画作品（週刊少年ジャンプは『北斗の拳』的で友情を交えたヒーローバトル物、週刊少年マガジンはお色気が入った青春スポーツ物、週刊少年サンデーはライトなSFラブコメ物、週刊少年チャンピオンは硬派番長物）
  - 少年スピリッツ…「とんち番長」の掲載された、架空の出版社「支配社」の架空の少年マンガ誌。創刊号の特集記事は「卵焼き」（当時の子供たちに人気があった「巨人・大鵬・卵焼き」のうち、巨人（長島）はサンデーに、大鵬（大相撲）はマガジンにそれぞれ取られてしまったため、両誌にわずか1週間遅れて創刊した少年スピリッツは泣く泣く卵焼きを表紙にしたという設定）
  - 連載打ち切り時の対処…「仮に『巨人の星』が途中で打ち切られたら、最終回でどうやって収拾をつけるか」という思考実験

## まんがのパターン分析
「ウケるまんがの傾向の研究」においては、パロディという形でまんがにありがちなパターンをとりあげている。
メガネくん
少年まんがにおいて主役級のキャラの後についてまわるあまり目立たないキャラ。ヒーローが読者の願望の象徴ならばメガネくんは「読者そのもの」であり、読者はメガネくんを通じて作品の世界と一体化する。
強い奴のインフレ
少年まんが（バトルまんが）においては最初の敵より2番目の奴が、2番目より3番目の奴が強くなる。しかし連載が長く続けば続くほど、作者がもて余すほどに強い奴を出すことにもなってしまう。
特訓
派手でありさえすればよい。実例としては「後ろに丸ノコが控えた逆走するベルトコンベアーを大リーグボール養成ギプスをつけて走る」絵が紹介されている。
少女まんがにおける出会い演出
食パンを咥えて「ちこくちこく」と叫びながらあわてて家を飛び出すヒロインが、通学路で少年とぶつかって恥をかく。その少年は実は、ヒロインのクラスにその日やってきた転校生であった…というパターン。ただし、サルまん以前に具体例が見当たらないといった指摘がある。「遅刻寸前の登場人物がパンをくわえて走る」というだけであれば、2015年に『ガラスの仮面』（1980年、18巻178ページ）にて同様シーンがあることが発見されており、また『エミの時間旅行』（あたらし たかかず著、1977年、集英社）や『サザエさん』（1962年） にも見られる。
エロコメ
本作が初出の用語。青年漫画における「エッチなハプニング」を題材としたラブコメのこと。設定は全てエロの為の飾りである。
レディコミ・テトリス理論
レディースコミックにおいては、主人公の欲望は『テトリス』のように心の隙間を次々と充足させていくことで解消される。設定は全てエロの為の飾りである。
庶民の良識
風刺まんがにおいては、庶民の良識に基づいて政治や社会情勢を風刺する。その庶民の良識とは、
1. 権力は悪い
2. 昔はよかった

の2種類のみである。
一発ギャグ
本作が初出の用語。ギャグ漫画において、作品を象徴する脈絡なき唐突なギャグ・シーンのこと。
イヤボーンの法則
エスパーまんがにおける法則。ヒロインがピンチに陥り「イヤァッ!」と叫ぶと眠っていた「能力」が覚醒し敵の頭が「ボーン」と爆発する。読者に超能力の威力を見せ、話を先に進めるためのわかりやすいパターン。竹熊によれば元ネタはホラー映画の『キャリー』と『スキャナーズ』であり、大友克洋をはじめ多くの作家が影響を受けたとしている。
漫画作品のテーマ
まんがを描く上でテーマを事前に決める必要はない。たとえば戦争漫画ならメカや殺人、レディースコミックなら不倫やセックスといった「興味の中心」とは別に、戦争漫画なら「平和」、レディースコミックなら「愛」というテーマが言い訳として後付けされる。

## とんち番長
作中で相原弘治と竹熊健太郎が（架空の）少年漫画雑誌、支配社「少年スピリッツ」に連載した漫画作品で、一種の劇中劇。
2人は不法な手段も駆使して「週刊少年スピリッツ」への読み切りマンガ掲載を果たし、やがてマンガの連載が決まった。しかし、何を描くかが決まらず、完全に行き詰まった挙句に『とんち番長』は生まれた。
連載初期は読者アンケート結果が低迷し、編集長からてこ入れのためにさまざまな課題を課され、その度に設定が破綻したり社会問題を起こしたりする。その後人気が伸び、少年スピリッツが発行部数1000万部を突破する原動力にもなり、アニメ化もされた。アニメ化の際は元とは似ても似つかぬ絵柄に変更され、竹熊が野沢雅子を希望していた主人公の声優の選定も無視され、竹熊が作詞した主題歌案もボツにされアイドルを起用した主題歌になるなど、アニメの出来に対して2人にはかなり不満があったが、「高視聴率」と聞いた途端にご機嫌になった。アニメ化後はテレビゲームソフトを初めとしたキャラクターグッズも販売され、2人は莫大なキャラクター使用料を手に入れ豪邸を建てることになる。ブームに乗ったやおい同人誌やアジア版海賊版も氾濫したが、儲かっている2人にとっては些末なことであった。
『とんち番長』は、主人公のとんち番長とお供の一休、彦一、吉四六が、数々の学園の番長ととんちで対決する内容。物語が進むにつれて、（当初は設定されていなかった）とんち番長の過去やとんち対決の背後にある世界観があきらかになり、やがて詐欺や学園支配や世界征服などにとんちを悪用する秘密結社・黒とんち教団との対決へと発展する。
黒とんち教団との対決は、連載301回目でとんち番長が命と引換えに教団を崩壊させるとともに完結、同時に連載終了して2人は遊んで暮らす予定だった。しかし人気作の終了を阻止するために編集側が原稿の「完」の文字を改竄、強引に連載続行となる。編集の勧めで買ってしまった豪邸の巨額のローンを返済するため、2人は連載を続けざるを得なくなる。
連載続行後はとんち番長の息子・頓智とゲルとんち教団との対決になる。しかし時代とずれてしまったのか人気が急落し、ラブコメ編、ギャグ編、バレエ編、料理編、サッカー編などと内容を変えて迷走していく。サッカー編中盤以降は作者が錯乱したためオカルト（電波系）じみた内容となり、この後打ち切りとなった。
その後の2人はマンガ家としての再デビューやバラエティー番組デビューに失敗、原発啓発まんがの執筆 やゲーム会社から創刊された少年漫画雑誌での『とんち番長2』の連載などもうまくゆかず、一時はギャラの分配をめぐって殴り合うほど関係が険悪になる。再デビューの道は厳しく、折からのマンガ表現規制強化もあいまって、2人もマンガ界も、坂道を転がるように転落してゆく。

### 登場人物
とんち番長
演 - 栗原卓也
主人公。幼少の頃に黒とんち教団にさらわれ、黒とんちのスペシャリストとして育成され、とんちを詐欺などに悪用すべく人間世界に送り込まれるが、道で出会ったとんち道人に負かされたことにより人々を救う白とんちに目覚め、黒とんち教団への対決を挑むようになる。
とんちに負けると、黒とんち教団によりその一員の証として頭の中に埋め込まれた爆弾が爆発してしまう。この設定は、とんち道人に負けて白とんちに覚醒するという後付けの回想シーンと矛盾をきたすことになり作者を苦しませる。
とんちをひらめかせる時には、体をひらがなの「と」「ん」「ち」の形にするようポーズをとる。これは、編集長から子供受けする要素が足りないといわれて後から付け加えた必殺ポーズであり、人気の低迷から脱出するきっかけになったが、このポーズをまねた子供たちが怪我をする事故が頻発して新聞に大きく取り上げられる社会問題をもたらしてしまう。結果的に、社会問題化することで『とんち番長』の知名度は上がり社会現象となる。
アニメでは 高橋和枝が声を演じるという設定。作中では「カツオの声」とのことで、声優名では紹介されていない。
一休（いっきゅう）
演 - アモーレ橋本
とんち番長の舎弟。頭は坊主。黒とんちに対してあまりにもストレートな答えを出すため、その結果普通なら間違いなく死ぬようなひどい目に合うことが多いが、基本的に不死身で五体ばらばらになっても生きている。
彦一（ひこいち）
演 - ドロンズ石本
とんち番長の舎弟。「このはしわたるべからず」というとんちに対し「地球を一周して逆方向から向こう岸に行けばいい」など時間と空間を無限に使う非現実的な答えばかり出す。体格はごつく、鹿児島弁を使う。
吉四六（きっちょむ）
演 - 佐藤寛大（男）、杏さゆり（女）
とんち番長の舎弟。状況整理が得意で、初期は毎回警察に頼ろうとする優等生キャラだったが、実は女性であり、「男でないととんち番長の家来にしてもらえない」と思って性を偽っていたことが明らかになる。
なお女性であることは、連載途中で編集長によりお色気担当の女性キャラを出すよう強要されてからの設定変更である。すでに2人は、とんち番長と運命をともにする一行のメンバーを確定する、「舎弟の3人には、生まれつき尻に『と』『ん』『ち』の形のあざが刻まれている」というエピソードを描いてしまったために新しいキャラクターを追加できず、苦しんだ末の変更であった。
しかし、設定変更する以前の回で、黒とんち教団一味に追い詰められたとんち番長3人が、ストリーキングをしながら黒とんち教団一味の目をあざむき脱出する、というシーンがあり、そこで吉四六の陰茎が描かれていたため、その矛盾を指摘する抗議ハガキが届いてしまう。劇中では健太郎がその抗議ハガキを平然と燃やし放置しようとしたりと物議をかもす。その物議と騒動は劇中に留まらず、劇中での対応の無責任さに、漫画家の高橋留美子や、コラムニストのえのきどいちろうが批判を寄せ、現実までも巻き込んだ大論争を起こすことになった。これが実際の批判か、それともギャグであるかは不明だが、連載中は不自然に話を元に戻して2人が設定矛盾を解決しようとするエピソードが挿入され、解決策が全部さらなる矛盾を引き起こし、結果問題を放置したまま続行するという混乱が見られた。単行本では連載時とは順序を変えてまとまっている。
とんち道人
演 - 佐藤寛大
黒とんち教団が最も恐れる老人。白とんち族の生き残り。まだ黒とんちに染まっていたとんち番長に勝負を挑むが、彼を負けさせて爆死させまいと先に彼の答えを予想し、とんち番長を助けた。以降とんち番長は正義のためにとんちを使うことを誓う。
意味なし番長
演 - 石橋保
黒とんち教団の主宰で、その正体はとんち番長の父。厳しい修行の末にとんちを極めた結果、「象を飲み込む」・「針の穴を潜り抜ける」といったどんな難題に対しても、とんちで答えてその理由や意味を説明するのではなく、本当に象を飲み込み針穴を通り抜けるなど、問いの通りの状態を何の説明や意味もなく作り出せてしまうようになったため「意味なし番長」の名前がついた。しかしとんち番長の「俺を飲み込め」というとんちに対して本当に飲み込んでしまった所、とんちに負けたとんち番長が彼の体内で爆発したため、とんち番長と共に爆死した。
とんち番長（2代目）
演 - 栗原卓也
第2部以降の主人公。初代のとんち番長と吉四六の間に生まれた子供。であったはずだが、第2部以降の人気急降下に伴う強引な打ち切りによって、正体が巨大宇宙人・トンチーマンとされてしまい、正体が発覚した彼は故郷へと去って行く。「唐突かもしれないが単行本化の際には伏線をつけておくので大丈夫」と説明文がつくが、単行本で実際に行ったのは、バレエ編の欄外において正体を明かす書き込みを行ったことのみ。

## サルでも作れるゲーム教室
ゲーム雑誌『ファミコン通信』1991年4月19日号に、弘治と健太郎の2人によるやりとりを文章にした「サルでも作れるゲーム教室 “愛称サルゲー”」を掲載。サルまん流、ウケるゲームの作り方と銘打ち、高齢化社会を見据えて「病原菌撃退、健康ゲーム」や「リアル年齢、浄土ゲーム」といったゲームのアイデアを出していた。また、健太郎は弘治に「クソゲーと名作ゲームの違いは?」と問うと、弘治は「面白さ」と答え、健太郎は「当たり前すぎる!が、あながち間違いでもない」などといったやりとりをしていた。なお、この時の弘治のコメントによれば『暴れん坊天狗』のゲーム内容に絶句したらしい。

## サルでも撮れるテレビ番組
1992年にTBSで1話完結の深夜ドラマとして放送。タイトルの類似性と登場人物の名前が同じのみで、原作とのつながりはほとんどない。演出は河崎実。番組終了時に原作者による単行本の宣伝があった。

## 舞台版
2021年11月に本作の舞台化が発表され、下北沢小劇場B1にて12月15日から19日まで上演された。タイトルは「舞台サルまん」。主催は劇団気晴らしBOYZ、脚本演出は田中大祐が担当。
配役は#登場人物参照。

## 書誌情報
- 相原コージ・竹熊健太郎『サルでも描けるまんが教室』小学館〈Big Spirits Comics〉、全3巻
  1. 1990年10月1日発売、ISBN 4-09-179051-8
  2. 1991年10月1日発売、ISBN 4-09-179052-6
  3. 1992年5月1日発売、ISBN 4-09-179053-4
- 相原コージ・竹熊健太郎『サルでも描けるまんが教室 新装版』小学館〈BIG SPIRITS COMICS SPECIAL〉、全2巻
  1. 上 1997年7月19日発売、ISBN 4-09-184861-3
  2. 下 1997年7月19日発売、ISBN 4-09-184862-1
- 相原コージ・竹熊健太郎『サルでも描けるまんが教室 サルまん 21世紀愛蔵版』、小学館〈BIG SPIRITS COMICS〉、全2巻
  1. 上 2006年8月28日発売[20]、ISBN 4-09-179009-7
  2. 下 2006年8月28日発売[21]、ISBN 4-09-179010-0
- 相原コージ・竹熊健太郎『サルでも描けるまんが教室 サルまん2.0』、小学館クリエイティブ〈単行本〉、2017年6月26日発売[22]、ISBN 978-4-7780-3819-9

## 備考
- 作中、「ウケるギャグマンガの描き方」の回で竹熊が意図的に流行らせようとしたポーズ・「ちんぴょろすぽーん」が、秋本治の漫画『Mr.Clice』でパロディとして登場している。またレピッシュも、ライブでやったことがあると作中に記述がある。さらにOVA『ナースウィッチ小麦ちゃんマジカルて』第2シーズン最終話（おぺ2）において、ヒロインの中原小麦が行っている。また、90年代の深夜に放映していたフジテレビ製作のクイズ番組『カルトQ』では、コミックスがテーマの回で「次にお見せするカットの吹き出しに入ってる決めセリフをお答えください」という問題で「ちんぴょろすぽーん」のコマが出題された。
- 唐沢なをきの漫画『鉄鋼無敵科學大魔號改』には、お笑い芸人やギャグ漫画の著名な一発ギャグを立て続けに引用する下りがあり、そこに「ちんぴょろすぽーん」も登場する[23][24]。ただし誤植のため、実際に印刷されている文字は「ちんぴょろすぽーん」ではなく「ちんぴょうすぱーん」となっている[23][24][25]。
- 秋本治の漫画『こちら葛飾区亀有公園前派出所』の中では、サルまんで提案されたサブリミナルトーンが許諾を得て使用された。金子デメリン作『ウメゾロジー』の白井勝也登場シーンや爬沼晻作『時給戦士スマイルバン』でも、サルまんで提案されたサブリミナルトーンが使用された。
- 相原は作中で当時下火になっていた忍者まんがの人気の復活を予言したが、竹熊は「忍者まんがはすでにエスパーまんがに吸収され役目を終えた」と否定的だった。10年近く後に『NARUTO -ナルト-』がヒットして相原の予言が的中したかたちになるが、相原自身による忍者まんがである『ムジナ』はヒット作とはいえない状況であった。竹熊の否定の理由は忍者まんがの泥臭さが現代の子供には受けないという考えからであり、昔ながらの泥臭い『ムジナ』がヒットしなかったのは竹熊の予想通りといえる。
- 藤子・F・不二雄が「サルまんは面白い」と本作の内容を評価している。そのことを白井編集長から聞かされた竹熊は非常に喜んだという。
- 英語版サルまんに影響を受けたブライアン・リー・オマーリーはカナダのコミック作品『スコット・ピルグリム』を描き[26]、それを元に『スコット・ピルグリム VS. 邪悪な元カレ軍団』としてハリウッドで映画化された[27]。
- 1992年に刊行されたサルまんの単行本第3巻には付録として「スグに役立つ!決定版・ストーリーまんが年間アイデア集（学園コメディ編）」（主人公は「イヤーン・エッチの助」）なるものが収録されていたが、1998年、『コミック・ゴン!』（ミリオン出版）誌上にて小宮政志により「少年教師ただいま参上」の巻の漫画化が実現した。さらに、2009年には竹熊健太郎責任編集の『コミック・マヴォ』誌上にて金子デメリンによる『イヤーン・エッチの助』の完全漫画化計画が開始された。竹熊健太郎誕生50周年記念イベントの司会も務めた金子は、「16歳の頃サルまんを読んでいなければ漫画家になっていなかった」と語るほど同作品の熱狂的ファンであるらしい。なお、『サルまん2.0』内の企画として行われた「キモカワいいマスコットキャラクター」のコンテストでは、金子の「ちんぽっぽ」が第1位を獲得している。
- ブレイク前の今井麻美とおたっきぃ佐々木が2003年頃に出演していたインターネット番組のタイトルは、本作のタイトルをもじった『サルもえ♪〜サルでもわかる萌え教室〜』だった。
- 2018年10月に発売された『風雲児たち 幕末編』31巻(みなもと太郎)の口絵および31巻2話にて、桂小五郎と高杉晋作が本作の相原・竹熊が決意表明する時のように劇画調化するというパロディシーンが登場した（口絵では本作表紙を模した絵）。

## 関連文献
- 竹熊健太郎『マンガ原稿料はなぜ安いのか?』（2004年、イースト・プレス、ISBN 487257-420-6）
連載までの経緯を綴った「『サルマン』はこうして生まれた」とボツにした第1回のネームを掲載。